# سفارت اندونزی در پرتوریا
سفارت اندونزی در پرتوریا (به لاتین: Embassy of Indonesia) یک منطقهٔ مسکونی و نمایندگی سیاسی این کشور در آفریقای جنوبی است که در پرتوریا واقع شده‌است.